# ラリッサ・ウォーターズ
ラリッサ・ジョイ・ウォーターズ（英語: Larissa Joy Waters  、1977年2月8日 - ）は、カナダ・ウィニペグ生まれのオーストラリアの政治家、弁護士。オーストラリア緑の党所属のクイーンズランド州選出上院議員、オーストラリア緑の党党首（第5代）、同党上院院内総務（初代）。
オーストラリア緑の党共同副党首を務めた。
両親はともにオーストラリア人で、生まれて11ヶ月目にオーストラリアのブリスベンに移住した。それから一度もカナダに帰ることがなかった。
グリフィス大学で法学士を得て、その後はニューサウスウェールズ法律大学で博士号を取得後、クイーンズランド州やフリーヒルズ法律事務所、オーストラリア環境保護庁などの顧問弁護士として働いていた。2009年の選挙では落選したが、2010年の選挙ではクイーンズランドから上院議員として当選し、2016年の選挙でも当選した。
2017年5月9日、ウォーターズは連邦議会で生後2ヶ月目の娘に授乳をした。これは世界のメディアで取り上げられた。

2017年7月18日、4日前に二重国籍問題で辞任したスコット・ラドラム元議員の件を受けて彼女自身で調べた結果、まだカナダの国籍を有することが判明した。政治家の二重国籍を禁止するオーストラリア憲法44条に違反するため、ウォーターズは議員を辞任した。ラリッサは1976年の新カナダ市民権法が施行される1週間前に生まれている。以前は属地主義だったが、新法ではカナダで生まれた者（外交官の子供は除く）はすべてカナダ市民権を取得する資格があるとされているため、能動的にカナダ国籍を放棄する必要が生じていた。
2025年オーストラリア総選挙で緑の党は議席数を減らし、党首のアダム・バンドも落選。2025年5月15日、先の総選挙で落選したバンド党首に代わり、ウォーターズが党首に選出された。

## 参考資料
1. ↑  Katharine Murphy (2017年7月18日). “Larissa Waters quits as Greens senator over dual citizenship with Canada”.   The Guardian. 2017年7月21日閲覧。
2. ↑  議員が議場で「歴史的授乳」、規定改正で実現　豪CNN、2017年8月22日閲覧。
3. ↑  Loulla-Mae Eleftheriou-Smith (2017年5月9日). “Larissa Waters becomes first woman to breastfeed in Australia’s federal parliament”.   インデペンデント. 2017年7月21日閲覧。
4. ↑  豪上院議員が辞職表明、二重国籍判明で　先週末から二人目BBC、2017年8月22日閲覧。
5. ↑  Henry Belot (2017年7月18日). “Larissa Waters, deputy Greens leader, quits in latest citizenship bungle”.   ABC News. 2017年7月21日閲覧。
6. ↑  “緑の党党首が落選確実＝保守連合に続くトップ敗北―豪総選挙”. 時事通信. (2025年5月7日) 2025年5月15日閲覧。
7. ↑  “豪緑の党、新党首に上院議員”. 時事通信. (2025年5月15日) 2025年5月15日閲覧。